# 東港鎮

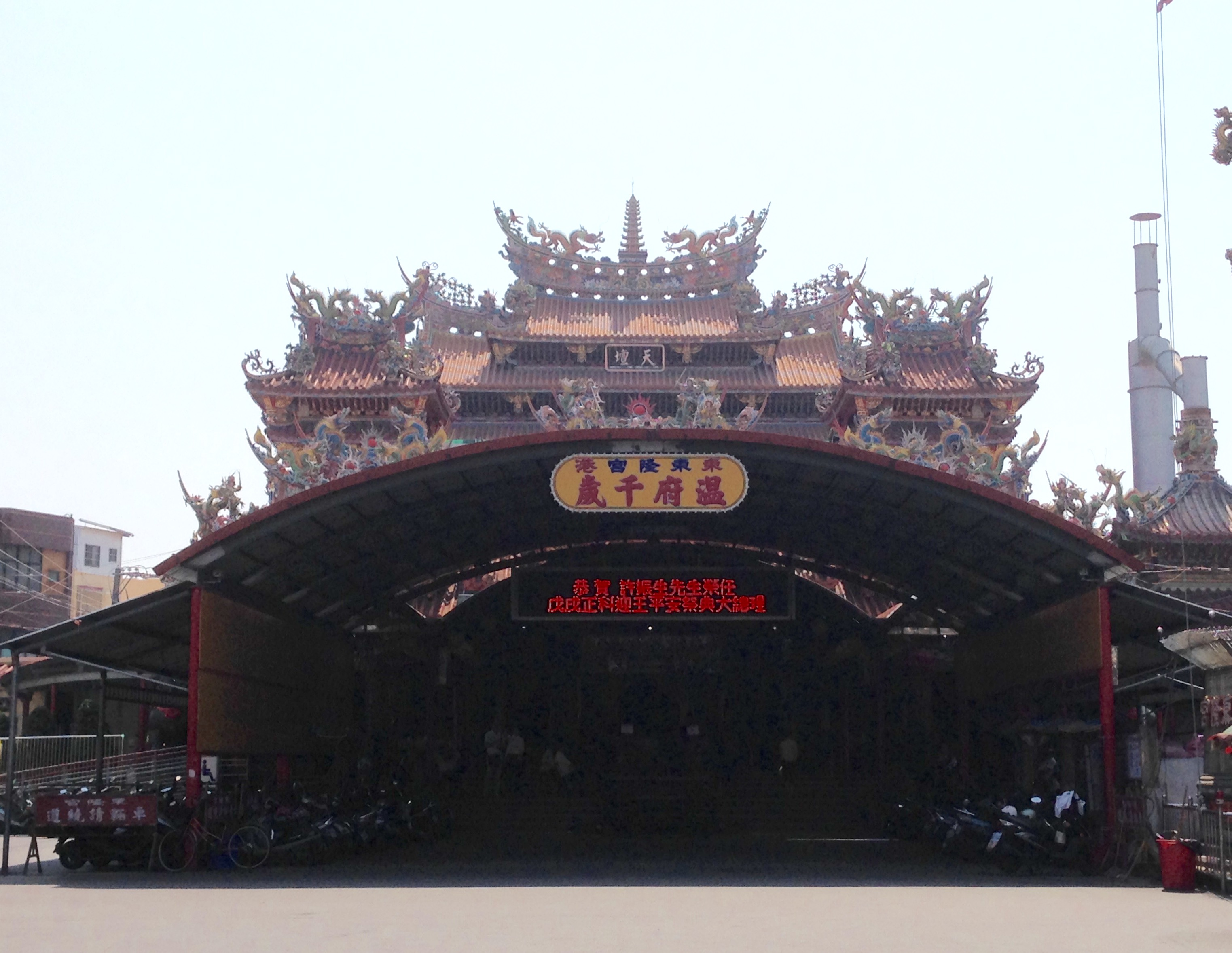
東港東隆宮

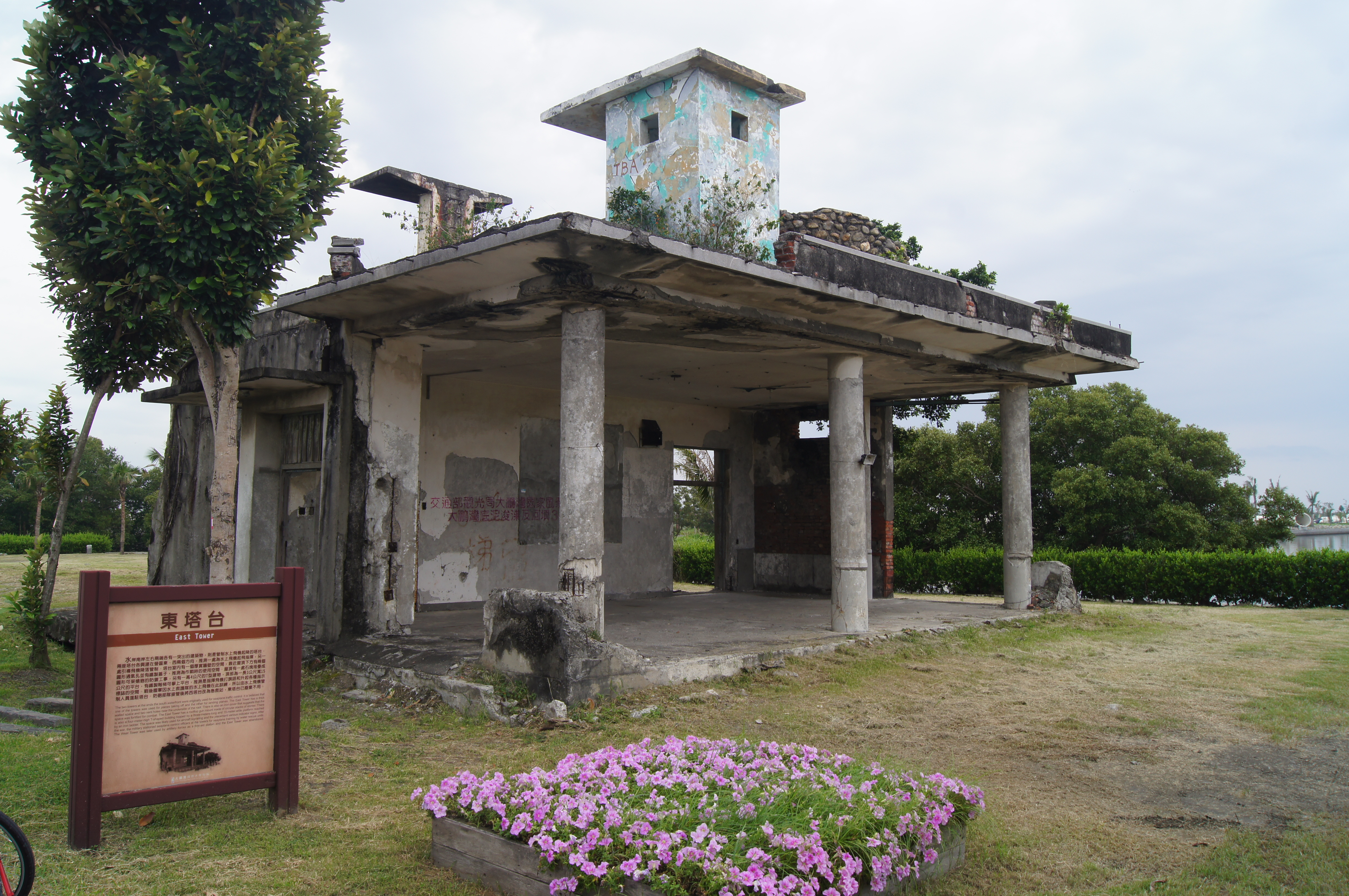
旧東港海軍航空隊東管制塔跡

東港鎮（ドンガン/とうこう-ちん）は台湾屏東県の鎮。

## 概要
清代は港が築かれ、台湾の3大良港の一つとして大いに栄えた歴史を持つ。

### 地名の由来
「東港」の地名の由来には2つある。
- 1つは西港（現在の高雄市旗津区）、中港（現在の高雄市林園区中芸港）との関係で相対的に名づけられたというものである。
- もう1つは、高屏渓の東に位置したことから「東港」と称されるようになったというものである。

## 地理
東港鎮は屏東県西部沿岸部に位置しており、北は新園郷、崁頂郷と、東は南州郷と、南は林辺郷とそれぞれ接し、西南は台湾海峡に面し、琉球郷を望む。屏東平原南端に位置し、東港渓は東港郷と新園郷の境界を成している。地勢は平坦であり、また沿岸地帯ということで農業と漁業が産業の中心となっている。しかし低地が広がり排水が困難であり、洪水や潮害をしばしば受けている。

### 行政区域
| 里 |
| --- |
| 新勝里、頂中里、朝安里、福德里、豐漁里、盛漁里、漁里鎮海里、嘉蓮里、南平里、東隆里、共和里、內關帝里、新街里、東光里、東里、興農里、興和里、船頭里、東津里、、大潭里、下廍里 |

## 歴史
1920年の台湾地方改制の際、この地に「東港街」が設けられ高雄州東港郡の管轄となった。その後1940年（昭和15年）に大日本帝国海軍航空隊（東港海軍航空隊）が置かれ、太平洋戦争中は航空基地として発展した。戦後は高雄県東港鎮となったが、1950年に屏東県に帰属するようになり現在に至っている。

## 政治

### 行政

#### 鎮長
- 徐志雄

歴代鎮長
| 代 | 氏名 | 着任日 | 退任日 |
| -- | ---- | ------ | ------ |

## 対外関係

### 姉妹都市･提携都市

#### 国内
- 金湖鎮（金門県）

## 経済

### 漁業
漁業が盛んで、クロマグロ、アブラソコムツの魚卵のからすみ風(「油魚子」)、サクラエビが「東港三宝」と称する名産品に挙げられているほか、カジキマグロ、テナガミズテングなどがよく揚がる。

## 教育

### 高級中学
私立
- 私立新基高級中学

### 高級職業学校
国立
- 国立東港高級海事水産職業学校

### 国民中学
県立
- 屏東県立東港国民中学
- 屏東県立東新国民中学

### 国民小学
県立
| - 屏東県立東港国民小学 - 屏東県立東興国民小学 - 屏東県立東光国民小学 - 屏東県立東隆国民小学 | - 屏東県立大潭国民小学 - 屏東県立海浜国民小学 - 屏東県立以粟国民小学 |

## 交通
| 種別 | 路線名称 | その他                                       |
| ---- | -------- | -------------------------------------------- |
| 省道 | 台17線   | 高雄市、墾丁国家公園を結ぶ屏東客運バスが運行 |
| 港湾 | 東港     | 琉球郷への便船がある                         |

## 観光

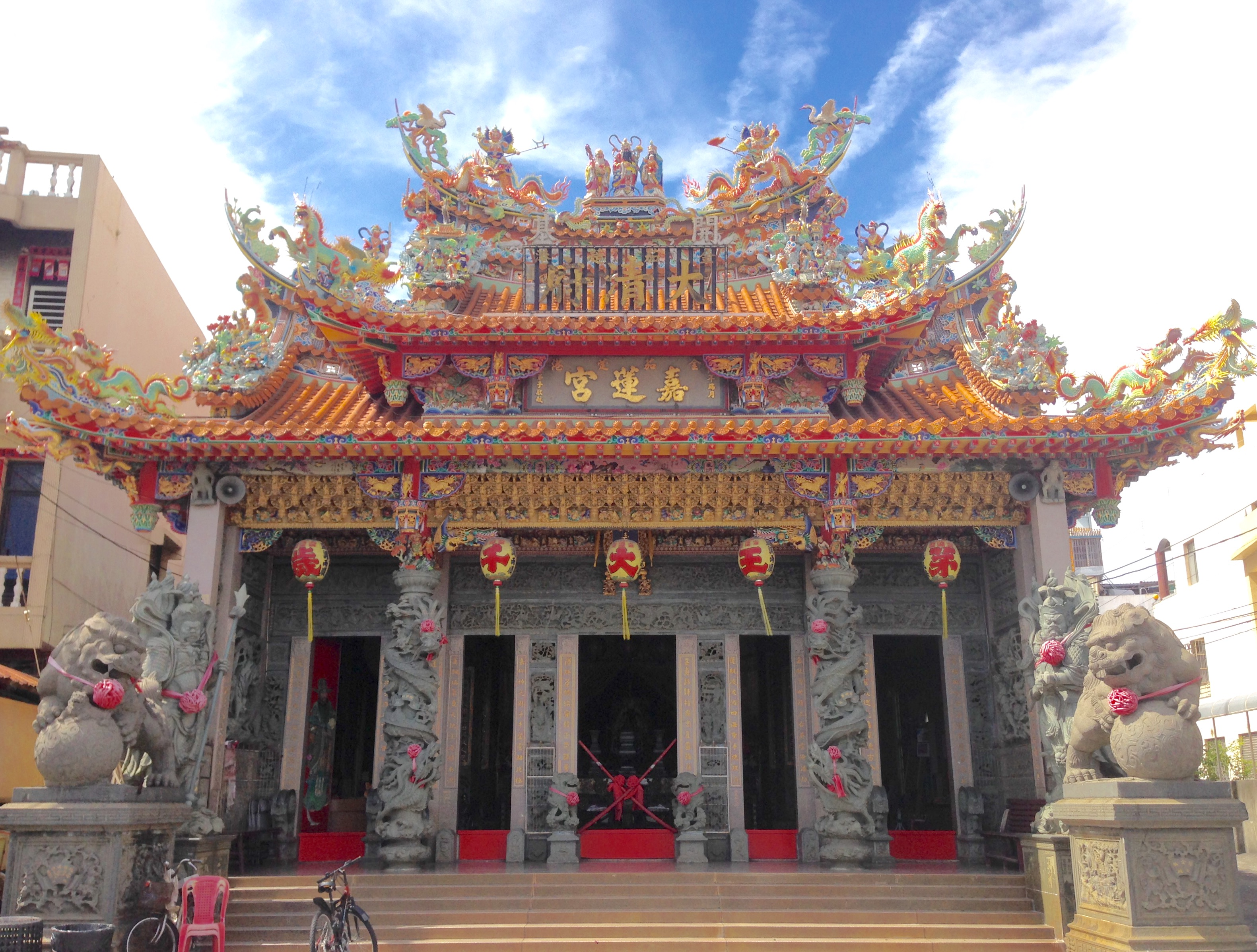
開基大清府嘉蓮宮（後塭仔嘉蓮宮）

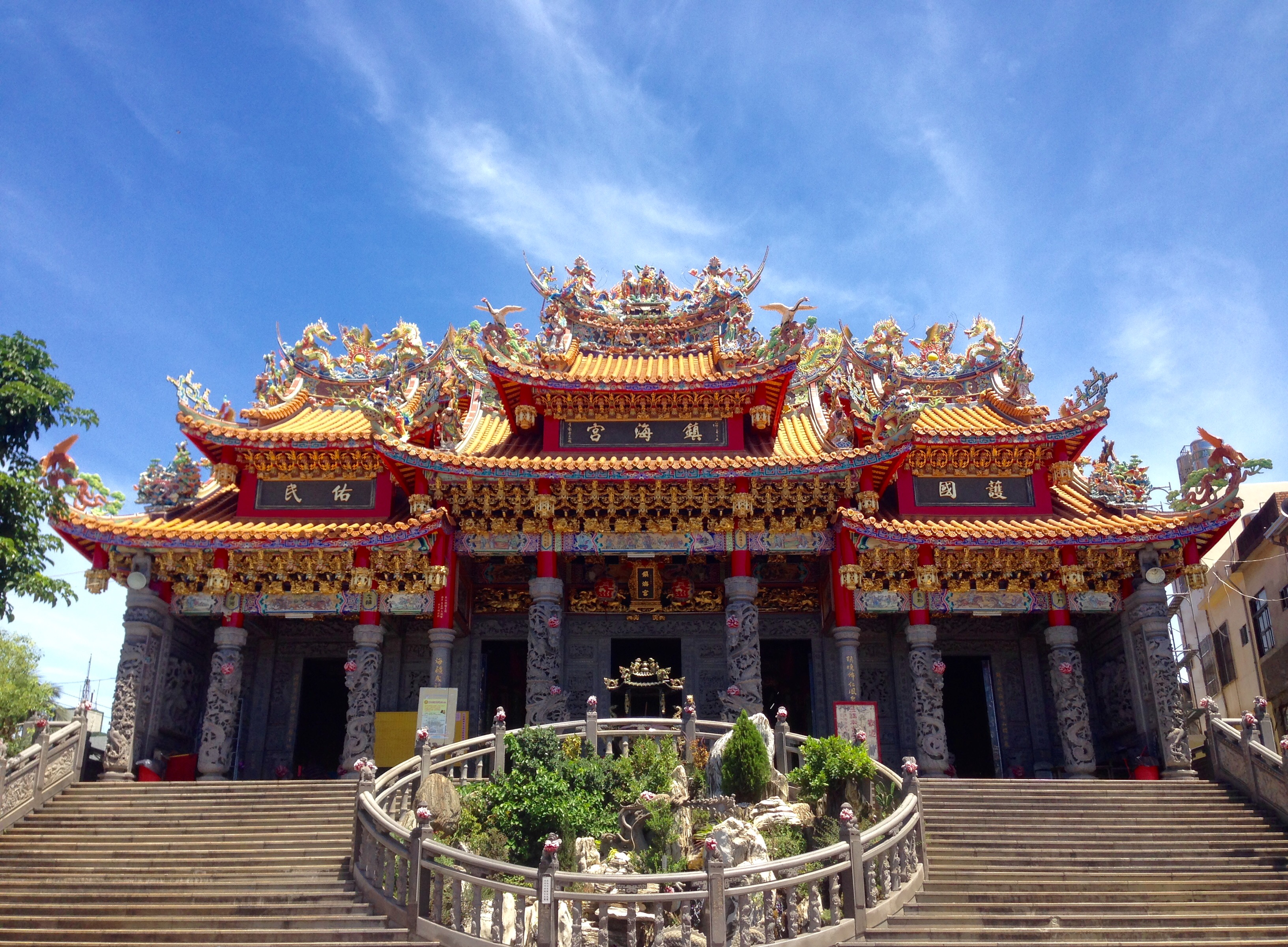
東港鎮海宮

### 観光スポット
- 大鵬湾国家風景区
  - 大鵬湾国際サーキット
  - 鵬湾跨海大橋（中国語版）
- 東港渓（中国語版）堤防
- 華僑市場
- 黒鮪魚文化観光祭
- 東港漁業文化展示館
- 東隆宮王船祭
- 東港迎王平安祭典
- 東港神社跡
- 東港延平老街
- 共和社区
- 鎮海公園
- 観海楼
- 東港塩埔漁港
- 青洲公園
- 進徳大橋
- 南平海堤

## 出身･関連著名人
- 林茂生：二二八事件で受難した哲学者
- 李佩甄：タレント
- 陳一郎：台湾語歌手
- 林庭緯：映画監督